# Педали (Потенца)
Педали (итал. Pedali) је насеље у Италији у округу Потенца, региону Базиликата.
Према процени из 2011. у насељу је живело 829 становника. Насеље се налази на надморској висини од 609 м.